# Lumea lui Geo Saizescu
Lumea lui Geo Saizescu este un film românesc din 2014 regizat de Dan Doroftei. Rolurile principale au fost interpretate de actorii Geo Saizescu, Mircea Mureșan, Rodica Muresan.

## Distribuție
Distribuția filmului este alcătuită din:
- Rodica Mureșan
- Mircea Mureșan
- Maia Morgenstern
- Geo Saizescu